# Feldobott kő
A Feldobott kő 1968-ban készült fekete-fehér magyar játékfilm, Sára Sándor első nagyjátékfilmje. A film premierje eredetileg az 1968-as cannes-i filmfesztiválon lett volna, azonban a fesztivál félbeszakadt a párizsi diáklázadások miatt. A filmet benevezték a 42. Oscar-gálára is, azonban nem került be az öt jelölt közé. 2012-ben bekerült a Magyar Művészeti Akadémia tagjai által kiválasztott legjobb 53 magyar alkotás közé.
Az önéletrajzi ihletésű film – melynek Sára Sándor a rendezője, operatőre és társírója volt – a rendezői alteregó, Pásztor Balázs felnőtté válását mutatja be, ami az 1950-es évekre datálható, a Rákosi-korszak idejére. Balázs néhány év alatt szembesül a kommunista rendszer valódi természetével, azzal, hogy mennyire figyelmen kívül hagyja a hatalom az embert. A rendező párhuzamot von a Rákosi- és a Horthy-korszak között is, és a cigányság helyzetének problémájára is felhívja a figyelmet.

## Történet
|  | Alább a cselekmény részletei következnek! |

Pásztor Balázs (Balázsovits Lajos) 1949-ben érettségizik, s a Színház- és Filmművészeti Főiskolán tervezi folytatni tanulmányait. Álma azonban csakhamar kettétörik, mivel vasutas apját – aki megállított János bácsi kedvéért két percre egy olyan vonatot, aminek megállás nélkül tovább kellett volna haladnia – bebörtönözik, és emiatt őt nem veszik fel.
A fiú földmérőként kezd el dolgozni, s hogy biztos munkához jusson, azt hazudja munkáltatóinak, hogy apja meghalt. Első munkája során ismerkedik meg Iliasszal, a görög forradalmárral és feleségével, Irinivel. Már itt, a tiszai duzzasztógát építéséhez végzett méréseknél szembesül a rendszer valódi arcával: a tervgazdálkodást nem érdekli az ember, csak a cél. Több paraszt földjét is el fogja önteni a víz, ha megépül a duzzasztógát, s ez felháborítja Iliaszt és Balázst is, de nem tudnak ellene tenni, noha Iliasz nyíltan hangot ad ellenvetésének. Balázs a rendszerbe vetett kételyeit csak Iliasznak és feleségének adja elő, akikkel baráti viszonyba került: miután meghallgatták a Rajk-per közvetítését a rádióban, felveti, hogy a politikus beismerő vallomását esetleg kikényszerítették. Iliasz, aki hithű kommunista és rendkívül őszinte ember, ezt az elméletet dühösen elveti.
Következő munkájuk egy tanyaközpont kiépítésének előkészítése, Balázs Iliasszal és feleségével megy ki egy tanyára, hogy elvégezzék a földmérést, és megértessék a tanyasiakkal, miért lenne számukra előnyös mindez. A filmnek ez a szegmense azon a rókaháti tanyán játszódik, amely Sára Sándor Vízkereszt c. dokumentumfilmjének is a helyszíne volt. A tanyasiak először nem fogadják lelkesen a tanyaközpont kiépítésének ötletét, de amikor Balázsék bemutatják, hogyan tervezik felosztani a földet, láthatóvá teszik, miként szolgálná az érdeküket, s így megbarátkoznak a gondolattal. Levetítik nekik az 1948-as Talpalatnyi föld című filmet is, mely egy, az 1930-as években játszódó paraszti dráma. A rendező gyakorlatilag párhuzamot állít a Horthy-korszak és a Rákosi-korszak között a vetített film által: a filmből többek között azt a részletet látjuk, amikor a csendőrök elhurcolják a házát elárverezni nem engedő Juhos Andrást; a vetítés utáni éjjel pedig a kommunista hatóság hurcolja el a környék férfilakosságát, hogy kicsikarják tőlük földjük átadását. A tanyasi asszonyok földdel dobálják meg Balázsékat, és elsősorban Iliaszt vádolják férjük eltűnéséért. Iliasz bemegy a városba, hogy kiderítse, mi történt, közben az asszonyokat két lovas rendőr rendre inti a tanyán. Az este visszatérő tanyasiak úgy értesülnek, hogy a görög férfi „lóval tapostatta az asszonyokat”, s megölik a történteket tisztázni kívánó Iliaszt.
Iliaszt posztumusz kitüntetik munkájáért, de Irini nem veszi át a díjat, Balázst pedig társadalmi ösztöndíjjal egyetemre küldik. A fiút később kifaggatják Iliasz haláláról és Iriniről, aki időközben elhagyta Magyarországot. A fiú nem hajlandó válaszolni a személyes kérdésekre, s végül visszakérdez: hol van az apja, és mikor engedik haza? Nem kap választ.
Utolsó munkáját cigány favágókkal végzi. A munkásoknak mérnökként mutatják be, de ő egyből bevallja nekik, hogy csak technikus, és igyekszik személyesen megismerni őket. Jó viszony alakul ki köztük, és meghívják őt a cigánytelepre is, ahol civilizálatlan körülmények között bár, de viszonylag boldogan élnek. (Ennek a résznek egyfajta előtanulmányaként tekinthetünk a rendező 1962-es Cigányok című rövidfilmjére.) Meghitt családi képeket látunk életükből, Balázs fotókat készít róluk, ahogy a film során korábban is tette. „Ezt a nyugodt, békés hangulatot robbantja szét a hatalom, mikor megérkezik a közegészségügyi dolgozók és a karhatalmisták képében. Semmi más nem történik, csak annyi, hogy fertőtlenítésre hivatkozva levágják a telep lakóinak haját, és fejbőrüket bekenik valamilyen fehér porral.” A cigányok némán tűrik a megaláztatást, s Balázs elkeseredettségében a fényképezőjéhez nyúl: megörökíti az eseményeket. Az egyenruhások megpróbálják elvenni tőle a gépet, de a fiú sikeresen elmenekül. Eredetileg ez lett volna a zárópontja a filmnek, ám a cenzorok „szerint kellett valami megnyugtató befejezés, hogy optimistább legyen a végkicsengés”. Így a film azzal zárul, hogy a Filmművészeti Főiskolát elvégzett fiú évek múltán filmet készít tapasztalataiból, emlékeiből Feldobott kő címmel.
Balázs azonban nem szimplán azért tekinthető a rendező alteregójának, mert ő is filmkészítő lesz, ráadásul gyakorlatilag azt a filmet kezdi el forgatni a film záróképein, amit előzőleg láttunk, hanem más életrajzi elemek is megtalálhatóak a filmben. Ezekből a leglényegesebbek, hogy Sára édesapja falusi jegyző volt, akit a háború után letartóztattak, s így „a középiskolában fényképezni kezdő fiú érettségi után nem mehetett a Színművészeti Főiskolára. Földmérőként helyezkedett el, ahol valóban megismerkedett egy görög partizánnal, és személyesen látta a tanyavilágot és a cigánytelepeket.” Ezek a hatások tükröződnek vissza már a Cigányok és a Vízkereszt című rövidfilmjeiben is, de szerzőként a Feldobott kővel írta be magát a magyar filmtörténelembe.
|  | Itt a vége a cselekmény részletezésének! |

## Főbb szereplők
- Balázsovits Lajos, Pásztor Balázs
- Todor Todorov, Iliasz
- Nagyezsda Kazassian, Irini, Iliasz felesége
- Pásztor János, Balázs apja
- Berek Kati, Balázs anyja
- Bihari József, Balázs nagyapja
- Őze Lajos, főiskolai tanár
- Molnár Tibor, Kerék András
- Kőmíves Sándor, Géza bácsi
- Némethy Ferenc, Gönczi
- Iglódi István, Halmos Jancsi
- Görbe János, tanyasi földműves